# Руски военни обекти в чужбина
Има различни формирования и обекти на Въоръжените сили на Руската федерация извън границите на Русия.
През 2003 г. Министерството на отбраната на Руската федерация (Руското министерство на отбраната) започва преразглеждане на преди взети решения за съдбата на руските войски в чужбина. На фона на случващото се съкращаване и реформиране на руските въоръжени сили, руския военен контингент в съседните страни не се променя значително. Едновременно с това се подсилват с нови авиационни и други технологични формирования и въоръжения.(прецизна артилерия, комуникации, разузнаване и други подобни).
По долу са представени държави в които се намират военни контингенти в съответствие с междудържавни договорености.
 Армения

 Беларус

 Грузия

 Казахстан

 Киргизстан

 Сирия

 Таджикистан

 Приднестровие, Молдова

 Украйна

## Абхазия
7-а Руска военна база
В периода на грузинско-абхазкия конфликт (1992 г. – 1994 г.) на територията на Абхазия са разположени 171-ви изтребителен авиационен полк, въоръжен с прехващачи СУ-27(авиобаза „Бомбора“ в град Гудаута) и военно – сеизмологична лаборатория в Нижни Ешера. От 2009 година в Абхазия е разположена 7-а обединена военна база на руските военни сили с контингент наброяващ 4000 души. Основните места на базиране: бивши мироопазващи обекти и военно летище Бомбора в района Гудаута, полигон и част от пристанището на Очамчире, съвместни руско – абхазки военен гарнизон в Кодорското дефиле и около Ингурския ВЕЦ. Освен това, в състава на военната база се намират военно – административни и медицински обекти в различни населени места на Абхазия. Седалището е в Сухуми.

## Азербайджан
Радарна станция в Габала.
Забележка: Това е една от най-скъпата и мощна, но вече остаряла в сравнение с осемте станции намиращи се в Русия за предупреждение от ракетно управление. В нейния обхват могат да бъдат прихванати възможни евентуални изстрелвания на оперативно-тактически ракети със среден радиус, както и да определя параметри и направление на тяхното движение, а също така да следи за космически апарати намиращи се, в зоната на действие, на юг от Русия.
Броя на обслужващия персонал е около 2000 души.
В средата на 2007 г. руският президент Владимир Путин предлага на САЩ съвместно използване на радарната станция Габала, като елемент от международната система за противоракетна отбрана.
На 10 декември 2012 г. Министерството на Република Азербайджан съобщава, че Русия прекратява експлоатацията на Габалинската радарна станция, поради невъзможност на страните да постигнат договорености по отношение на арендата на обекта.

## Армения
102-ра руска база в Гюмри с численост на наличния състав 5000 души е снабдена със зенитно-ракетни комплекси С-300 и изтребители МиГ-29. През 2006 – 2007 от територията на Грузия щаба на руските сили в Закавказието, както и персонала и оръжията, които преди това са били в Грузия се премества в Армения.
Базата е създадена през 1995 г. и носи бойно дежурство в рамките на „Единната система за въздушна отбрана на страните от ОНД“ в съответствие с междуправителствено споразумение за период от 49 години (до 2044 г.) По силата на този договор не се иска заплащане от Русия.

## Беларус
Разположен е радар „Волга“ (Ганцевичи) е част от системата за противоракетно предупреждение. Изпълнява бойно дежурство от 2003 г. високо честотната станция позволява да се проследява пускането на между континентални балистични ракети в северозападна посока. В съответствие с договореностите подписани на 6 януари 1995 г. всичкото недвижимо имущество, „Волга“ и нейната инфраструктура заедно със земята са дадени за ползване на Русия, за период от 25 години (2020 година).
43-та част от военноморски комуникационен център (Вилейка) – осигурява връзки в диапазона на свръх дълги вълни между Генералния щаб на военноморския флот на Русия с атомните подводници, носещи бойно дежурство в района на Атлантическия, Индийския, както и части от Тихия океан.

## Виетнам
Всички войски са оттеглени през 2002 г.

## Грузия
- 12-а военна база в Батуми (изведена през 2007 г.)
- 62-ра военна база в Ахалкалаки (изведена през 2007 г.)

Всяка от руските военни бази – 12-а в Батуми и 62-ра в Ахалкалаки – сама по себе си всяка е представлявала мото стрелкова пехотна дивизия. Руските части в Грузия са се подчинявали на Групата на руските войски в Закавказието, със седалище в Тбилиси. Общо на грузинската територия са се намирали 5000 военно служещи, 115 танкове, 220 бронирани машини и бронирани коли, 170 артилерийски системи (без да се вземат предвид мироопазващите сили в Абхазия и Южна Осетия).
Голяма част от населението на Ахалкалаки и Батуми, или са служили в руските бази, или са обезпечавали тяхното съществуване.
Искането на грузинското ръководство да оттегли своите бази от Грузия, съгласно споразуменията от Истанбул 1999 г., е един от най-наболелите проблеми в руско-грузинските отношения.
Споразумение за реда на извеждане на руските военни бази е било подписано в средата на 2005 г. От 3 май 2006 г.започва изтегляне на техника от руските военни бази в Ахалкалаки. Пълното извеждане на руските войски е завършено през ноември 2007 г. Есента на 2007 г. изтеглянето на руските бази от Грузия е завършило.

## Казахстан
- 5-и Държавен изпитателен космодрум (в състава на Байконур)
- Отделен радиотехнически възел на Космическите войски (Приозьорск, полигон Сари-Шаган)

- Държавен изпълнителен полигон Сари-Шаган, той е стратегическо средство за противовъздушна отбрана и противоракетна отбрана.

- 20-а отделна измерителна станция на ракетни войски със стратегическо предназначение на руските въоръжени сили (с. Казанка в Северозападен Казахстан). Съкратени на 15 април 2010 г.

През април 2006 г. Русия и Казахстан са се договорили да направят допълнение в междуправителствените документи от 1995 г., които определят реда за използване на руските военни обекти на територията на Казахстан:
- Споразумение за начина на използване на 929-а държавен летателно-изпитателен център на министерството на отбраната на Русия (обекти и военни полета, разположени на територията на Казахстан).

- Споразумение за използване на четвъртия държавен централен полигон на министерството на отбраната на Русия (обекти и военни полета, разположени на територията на Казахстан).

- Споразумение за условията за използване и отдаване под аренда на полигона „Емба“.

- Споразумение за условията за използване и отдаване под аренда на изпълнителния полигон Сари-Шаган и осигуряване на сигурността на град Приозьорск.

## Молдова
Групировка на миротворческите сили в Приднестровието, щаб в Тираспол.
Забележка: Пребиваването на руските военно служещи на територията на Приднестровската Молдавска република (ПМР) е свързано с политическа необходимост за осигуряване на мира в района и предотвратяване опитите на някой молдавски политици да възстановят конфликта. Въпреки признаването на нейния суверенитет и целостта на Молдова, договора за базиране на части, останали след разпада на СССР така и не е подписан. Тук остава един от най-големите оръжейни складове в Европа в района на населения пункт Колбасна, принадлежащ към 14-а армия на Въоръжените сили на СССР. За извозване само на съхраняваните в базата боеприпаси са необходими над 2500 вагона.
Освен боеприпаси в базата се съхраняват над 100 танка, около 50 БМП, над 100 БТР, повече от 200 зенитно-ракетни комплекса, бойни машини ПТУРС, установки за системите на залпов огън „Град“, артилерийски оръдия, минохвъргачки, интелигентни машини, почти 35 000 автомобили, автомобилни шасита, около петстотин единици инженерна техника, 130 вагона с инженерно имущество и 1300 тона инженерни боеприпаси, 30 000 автомата, картечници и пистолети.
Русия се задължава да изведе оръжията и целия личен състав от територията на ПМР до 2001 г. по решение на Истанбулското съвещание ОБСЕ (1999 г.)
Военните складове в село Колбасна са създадени през 1940 г. В съветско време 1411 АСБ (1411-и артилерийски склад за боеприпаси) е бил стратегически арсенал на западния военен окръг на СССР. Но основната част от боеприпасите в тези складове са докарани след извеждане на съветските войски от бившата ГДР, Чехословакия и други европейски страни. По състояние към 2000 г. обемите на въоръжение и боеприпаси принадлежащи на Русия в приднестровския регион на Молдова съставляват около 42 000 тона. От 2000 г. до 2004 г. от там са извозени или унищожени на място около 50 процента от въоръженията, военната техника и боеприпасите. Към януари 2013 г. на склад по различни оценки има от 19 000 до 21 500 тона боеприпаси: снаряди, авиобомби, мини, гранати, патрони. 57 % от тях са с изтекъл срок на годност. Всички въоръжения и военна техника са извозени или унищожени.
Възможния взрив на останалите боеприпаси може да се сравни с взрив от ядрена бомба с мощност 10 кило тона, като тази която е хвърлена в Хирошима в август 1945 година.
Сега в състава на оперативната група на Приднестровието остават два отделни мото стрелкови батальона (изпълняват миротворчески задачи), батальон за охрана и обслужване, вертолетен отряд, няколко подразделения за обслужващ персонал. Числеността на личния състав на групите е около 1000 души.

## Киргизстан
- Военновъздушната база на Военно въздушните сили на Военните сили на Русия – Кант.
- Изпитателна база за борба с подводници с торпедни оръжия (Каракол, Исик-Кул).
- 338-и възел за връзка на Военноморския флот „Марево“ (станция „Прометей“) – осигурява връзка в диапазона на свръх дългите вълни на ВМФ на Русия с подводниците на бойно дежурство.
- Сеизмична станция (работи в интерес на Ракетни войски със стратегическо значение).

Забележка: Базата на руските ВВС в Кант използва инфраструктурата на съветския военен аеродрум и авиошкола предадени през 1992 г. на Киргизия. От този момент местните власти на Бишкек практически не са се занимавали с развитието на Кант. През септември 2003 г. Русия сключва договор с Киргизстан за разполагане в Кант на авиационно подразделение в рамките на Колективните сили за бързо реагиране на Организация на Договора за колективна сигурност.

## Куба
Радио електронен център в Лурдес – основно съветски, а след това и най-важния руски център за радио прихващане, до 27 януари 2002 г. разположен в град Лурдес – южно предградие на Хавана.

## Сирия
Пункт за материално техническо осигуряване (ОМТО) корабите на ВМФ на Русия в град Тартус (Сирия) – единствения пункт за базиране на руски бойни кораби в средиземно море и единствената в днешно време руска военна база извън Русия. Състои се от два плаващи пристани с дължина 100 метра всеки.

## Таджикистан
- 201-ва руска военна база (Душанбе, Курган-Тюбе, Куляб)

201-ва военна база е създадена през октомври 2004 г. до октомври 2005 г. на основата на 201-ва Гадчинска мотосрелкова дивизия.
Първоначално е получила статут на 4-та военна база, но по късно е било върнато названието на дивизията-предшественик. В състава на военната база редица части и подразделения са разположени в три града на Република Таджикистан (общо осем военни градчета), а също и три полигона – Ляур, Момирак, Самбули. Числеността на военнослужещите в базите сега е около 7500 души.
- Оптико-електронния комплекс „Окно“ („Нурек“) е система за контрол на космическото пространство (СККП) (Нурек).

Оптико-електронния комплекс „Окно“ („Нурек“) е разположен на височина 2200 метра над морското равнище в планината Санглок (Памир). В комплекса влиза състава на космическите войски на Русия. Предназначен е за откриване и разпознаване на космически обекти. Намира се на опитно-бойно дежурство от 18 юли 2002 г. Позволява да се откриват космически обекти на височина до 40 000 км. През октомври 2004 е достигната договореност за нейното предаване в Руска собственост. За което Русия опрощава дълг на Таджикистан в размер 242 млн. долара. Територията на която е разположена базата е предадена на Русия в аренда за 49 години.
През април 2005 г. в Душанбе е подписан акт за предаване в собственост на Москва Оптико-електронния възел „Нурек“. В замяна на това Русия се задължава да инвестира в икономиката на Таджикистан 2 млрд. долара в течение на 5 години.
- Задължение по охрана на таджико-афганистанската граница.

През 1993 година Русия поема ангажимент за охрана на таджико-афганистанската граница – като я оборудва по всички правила на южната граница на Русия. На тази граница по цялото пространство на ОНД и Русия от времето на разпада на СССР не са били създадени сериозни структури за отбрана на държавните граници. Оборудване на нормалната погранична зона между Русия и Казахстан за сега се счита невъзможно по икономически съображения. В същото време е известно, че през таджико-афганистанския участък на границата на ОНД транзитно през Русия се осъществява основния наркотрафик от Афганистан за Западна Европа. Единственото препятствие за по нататъшния ръст на трафика са руските погранични войски. Тяхното поддържане се осъществява от 201-ва мотострелкова дивизия, преобразувана през есента на 2004 г. в руска военна база. Тогава е взето решение за съкращаване на руските погранични групировки в Таджикистан.
В Таджикистан остава оперативна група на пограничните служби на ФСБ на Русия и съветници при всеки от пограничните отряди.
През април 2005 г. президента на Таджикистан Емомали Рахмон е получил потвърждение от Владимир Путин, че с напускане на руските погранични войски – те не остават без военна помощ. Руските военни инструктори запазват своето присъствие по външните граници на Таджикистан и ще обучават местните военнослужещи в базата в Душанбе.

## Узбекистан
От 2006 г. руските войски започват да използват авиационната база „Карши-Ханабад“ в Кашкадаринска област за бързото разрастване и разполагането на руски войски в Централна Азия. Сътрудничеството продължава до 2012 г., когато Узбекистан напуска Организацията на договора за колективна безопасност.

## Украйна
Пунктове за базиране на корабния състав на Черноморския флот на ВМФ на ВС на Русия.
- - Севастопол – главна военноморска база на Черноморския флот и място за съвместно базиране на Черноморския флот и военноморските сили на Украйна.
- Феодосия
- Николаев (временно)

- - Основни летища
- Гвардейско
- Севастопол

- - Запасни летища
- Севастопол
- Възли за връзка (Кача, Судак, Ялта)

219-и полк за радио-електронна борба.
Русия арендува голяма част от понтоните в пристанището на Севастопол за пристан на повече от 30 бойни кораба и съдове. В Севастопол също се намира щаба на ЧФ, централния възел за връзка, 1472-ра военноморска болница, 1096-и зенитно-ракетен полк, 810-и полк на морската пехота, 17-и арсенал и яхтклуб.
На летищата Кача и Гвардейско се базират 12 самолета Су-24М, Су24МР, Ан-26, а също така и 10 вертолета Ка-27.
Общата численост на ЧФ в Крим е около 14 000 души.

## Южна Осетия
4-та руска военна база
От 2009 г. в Южна Осетия е разположена 4-та обединена военна база на руските въоръжени сили с численост до 4000 души.
Основни пунктове на базиране: бивши миротворчески обекти в Цхинвали, полигона в Дзарцеме, военното градче и авиобазата в Джаве, военното градче на 4-ри километра северно от Цхинвали, аеродрум за съвместно базиране в с. Курта (част от обектите са в строеж).
Щабът е в град Цхинвали.